# 惩罚者屠杀漫威宇宙
惩罚者屠杀漫威宇宙（英語：Punisher Kills the Marvel Universe）是1995年出版的漫画，由Garth Ennis为编剧，道格·布雷斯韦特绘图，该故事讲述法兰克·卡索杀死所有的超级英雄包括他自己。

## 剧情
法兰克·卡索在离开美国海军陆战队后成为纽约市警察局的特種武器和戰術部隊中的成员。他的妻子和孩子在一場復仇者聯盟和X战警等人与外星人於中央公园的战斗中死亡。卡索到达时他的家人已经死了，夜魔侠因此斥责獨眼龍和美国队长的粗心。
卡索十分伤心，但没有任何超級英雄愿意承认自己的过错，直到最后獨眼龍试图向卡索道歉，但恼羞成怒的卡索反而向英雄們开枪，打死了獨眼龍、鹰眼和幻影貓，他亦攻击金鋼狼導致他受伤，而其余的人則将卡索制服。
卡索的伤痊愈后，他被控告触犯三个谋杀罪。他的律师是身為夜魔俠的麥特·梅鐸。虽然梅鐸为他进行辩护，但卡索仍被判处无期徒刑。
当囚车正在送他去坐牢時，卡索发现他被送到一座山上的城堡，一名有钱但毁容的老人凯塞林介绍了他的同事，他的同事也毁容而且脑部有创伤，原来他们在那场战斗中致残。他们向惩罚者提供城堡与他所需要的资源来进行复仇。卡索同意后成为处罚者。
在一名双腿被八爪博士拉断的美国空军士兵的帮助下，制裁者在下水道發現蜘蛛人和猛毒并将兩人杀死。而浩克亦在變回布鲁斯·班纳時被剝裁者杀害。
卡索被捕入狱几次，但每次都被凯塞林救出。在此期间，梅鐸曾經恳求卡索停止屠杀。
卡索杀死了末日博士，然后使用末日博士布置在月球上的一個核弹将驚奇4超人和复仇者聯盟杀死。金刚狼和美国队长也在与剝裁者的对抗中先後被杀。制裁者几乎杀光漫威宇宙中的所有超級英雄，包括恶灵骑士、黑豹、尼克·福瑞等人。
制裁者厌倦了杀戮，他告诉凯塞林等人说，他不希望再听到他的任务已完成。凯塞林告诉他，制裁者不會停止戰鬥，因为会有新英雄出现。当凯塞林掏出枪时，制裁者将他杀死。然后，他告诉凯塞林的同伙，他们需要复仇即使他们感到痛苦，如果他们想联系他的话他会杀掉他们。然后，他杀死夜魔侠并完成他的任务。
在战斗中，卡索从屋顶掉下后受伤。夜魔侠告诉卡索称卡索并不需要通过自己的痛苦来生活，并乞求卡索让他走了。卡索不听并刺穿他的伤口。夜魔侠临死之前脱去他的面具，卡索吃惊的看着梅鐸。制裁者杀死最后一个人：他自己。